# 前进报 (德国)
《前进报》（德語：Vorwärts）是德国社会民主党的机关报，设立于1876年，1891年哈雷大会后成为日报，现在为月刊，以邮寄形式寄给每位社民党党员。

## 历史
该报最初合并自“爱森纳赫派”（德意志社会民主工党）的《民族国家》（Der Volksstaat）与 “拉萨尔派”（全德工人联合会）的《社会民主党人》（Der Social-Demokrat），最初为德国社会主义工人党的机关报。 首任编辑威廉·哈森克勒维和卡尔·李卜克内西。恩格斯曾在此发表《反杜林论》。库尔特·图霍尔斯基也曾为《前进报》撰文。该报支持俄国马克思主义者，在其分裂后，支持其中的孟什维克，发表过托洛茨基的文章，但从未发表过列宁的文章。
第一次世界大战期间，该报直到1916年反对社民党的城堡和平政策，支持和和平主义和中立政策。《前进报》坚决反对十月革命，支持在德国实行议会制。1923年，《前进报》因指责希特勒“受美国犹太人和亨利·福特资助”而被希特勒以诽谤起诉。《前进报》败诉并被罚向希特勒支付600万马克。
1933年纳粹党上台后，社民党被禁，《前进报》在德国停止出版。直到1938年，《前进报》转移至捷克斯洛伐克。1940年前转移至法国。
1948年，以《新前进报》为名重建。1955年改回至《前进报》。先进发行量为51万5千，邮寄给每位社民党党员。